# Danny Green
Daniel "Danny" Richard Green Jr. (Nova Iorque, 22 de junho de 1987) é um ex-jogador norte-americano de basquete profissional.
Ele jogou basquete universitário pela Universidade da Carolina do Norte, onde jogou mais jogos (145) e teve mais vitórias (123) na história. Green também é o único jogador na história da Atlantic Coast Conference (ACC) com pelo menos 1.000 pontos, 500 rebotes, 250 assistências, 150 cestas de três pontos, 150 bloqueios e 150 roubos de bola.
Ele ganhou o título da NCAA em seu último ano e posteriormente foi selecionado pelo Cleveland Cavaliers como a 46ª escolha geral no Draft da NBA de 2009. 
Durante as finais da NBA de 2013, Green estabeleceu um recorde da NBA de mais cestas de três pontos feitos em uma série de finais (23). Ele ganhou o título da NBA com o San Antonio Spurs na temporada seguinte e se tornou apenas o terceiro jogador da UNC a ganhar o título da NCAA e o título da NBA, os outros dois sendo James Worthy e Michael Jordan. Em 2019, ele ganhou um segundo título da NBA em sua única temporada com o Toronto Raptors. Ele ganhou um terceiro título em 2020 com o Los Angeles Lakers.

## Carreira no ensino médio
Como um calouro no ensino médio, Green estudou na North Babylon High School em North Babylon, Nova York e, além do basquete, ele jogou como quarterback no time de futebol americano. 
Do segundo ano em diante, Green frequentou a St. Mary's High School, uma escola particular, em Manhasset, New York. Ele teve médias de 20 pontos, 10 rebotes, 4 assistências e 4 bloqueios em sua última temporada. 
Considerado um recruta quatro estrelas pela Rivals.com, Green foi listado como o 8º melhor ala-armador e o 31º jogador do país em 2005.

## Carreira universitária
Green cumpria o papel de sexto homem durante seu primeiro ano na Universidade da Carolina do Norte. Ele teve médias de 5,2 pontos e 2,8 rebotes em sua segunda temporada. Após seu segundo ano, ele considerou a transferência, mas acabaria sua carreira universitária lá. Green melhorou sua média de pontuação em cada uma das próximas duas temporadas.
No terceiro ano de Green, ele teve médias de 11,5 pontos, 4,9 rebotes, 2,0 assistências, 1,9 turnovers, 1,2 roubos de bola e 1,2 bloqueios em 22,3 minutos.
Antes de sua última temporada, ele se declarou elegível para o draft da NBA de 2008, mas não assinou com um agente para ter a opção de voltar à universidade, o que ele decidiu fazer em 16 de junho. Ele teve médias de 13,1 pontos, 4,7 rebotes, 2,7 assistências, 1,7 turnovers, 1,8 roubos de bola e 1,3 bloqueios em 27,4 minutos. Em seu último ano, Green foi selecionado para ser membro da Equipe Defensiva da ACC. Ele também foi nomeado capitão do time junto com Bobby Frasor e Tyler Hansbrough.

### Conquistas na UNC
- Titular no título nacional de 2009. Green registrou um desempenho geral sólido no Final Four com 18 pontos no total, incluindo seis cestas de três pontos, seis rebotes, cinco assistências, três bloqueios e um roubo de bola.
- Green é o único jogador dos Tar Heels a ter 1.000 pontos (1.368), 500 rebotes (590), 200 assistências (256), 100 bloqueios (155) e 100 roubos de bola (160)
- Um dos quatro jogadores na história da ACC com 100 bloqueios e 100 cestas de três pontos (com Shane Battier de Duke, Terence Morris de Maryland e Josh Howard de Wake Forest)
- Jogou em 145 jogos e fez parte de 123 vitórias estabelecendo um novo recorde da UNC (recorde de 115 anteriormente detido por Sam Perkins)
- Marcou 1.368 pontos na carreira (9,4 por jogo)
- Único jogador dos Tar Heels a bloquear 100 ou mais arremessos e fazer 50 ou mais cestas de três pontos
- 63 pontuações de dois dígitos (nove vezes em 2005-06, quatro vezes em 2006-07, 24 vezes em 2007-08 e 26 vezes em 2008-09)
- Marcou 20 ou mais pontos em sete jogos em sua carreira, incluindo cinco vezes em 2009
- Liderou Carolina em bloqueios como calouro com 32 e ficou em segundo nas três temporadas seguintes
- Jogou em quatro vitórias contra Duke, juntando-se a Tyler Hansbrough e Tim Duncan e Rusty LaRue de Wake Forest como os únicos jogadores a fazer isso contra times treinados por Mike Krzyzewski.

## Carreira profissional

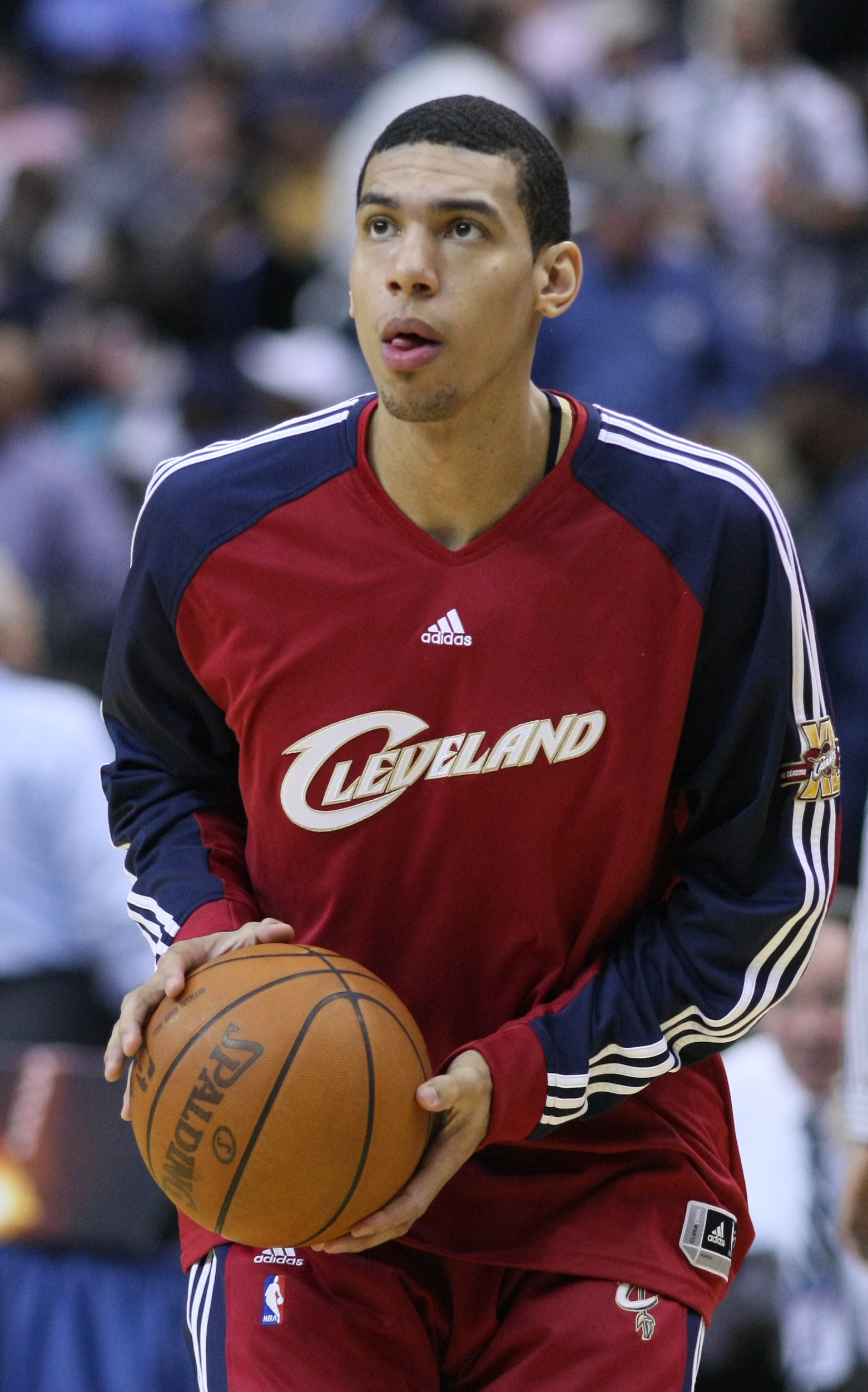
Danny Green com o Cleveland Cavaliers em novembro de 2009.

### Cleveland Cavaliers (2009-2010)
O Cleveland Cavaliers selecionou Green como a 46ª escolha geral no draft de 2009. Depois de ter disputado 20 jogos em seu ano de estreia com os Cavaliers, o time dispensou Green no início da temporada seguinte.

### San Antonio Spurs (2010)
Em 17 de novembro de 2010, o San Antonio Spurs assinou um contrato de 2 anos e 1.6 milhões com Green. Seis dias depois, os Spurs o dispensaram após apenas dois jogos.

### Reno Bighorns (2011)
Em janeiro de 2011, Green foi adquirido pelo Reno Bighorns da D-League. Ele teve médias de 20 pontos e 7,5 rebotes em 16 jogos.

### Volta para San Antonio (2011)
Em 16 de março de 2011, os Spurs assinaram um novo contrato de 2 anos com Green. A equipe o mandou para o Austin Toros da D-League em 2 de abril e, em seguida, chamou-o de volta em 3 de abril.

### KK Olimpija (2011)
Em agosto de 2011, Green assinou um contrato de um ano com o KK Olimpija, que incluía uma cláusula de saída para NBA quando a greve terminasse.

### Terceira passagem em San Antonio (2011–2018)
Em sua volta após a greve, Green foi titular em 38 de seus 66 jogos e teve média de 9,1 pontos. Ele acabou se tornando o armador titular dos Spurs quando Manu Ginóbili voltou a ser o sexto jogador na rotação. Green terminou em nono lugar na liga na votação para o prêmio de Jogador que Mais Evoluiu.
Em 11 de julho de 2012, Green assinou um contrato de 3 anos e 12 milhões com os Spurs. Em seu primeiro jogo da temporada de 2012-13, ele registrou 9 pontos e 2 bloqueios na vitória sobre o New Orleans Hornets. Em 3 de novembro, ele marcou 21 pontos para ajudar na vitória sobre o Utah Jazz por 110-100. Em 13 de novembro de 2012, ele acertou a cesta da vitória contra o Los Angeles Lakers, terminando o jogo com 11 pontos. Em 6 de fevereiro de 2013, Green registrou a melhor marca de sua carreira de 28 pontos e 8 cestas de 3 pontos em uma vitória sobre o Minnesota Timberwolves. Ele ficou a 1 cesta de 3 pontos do recorde de Chuck Person de mais cestas de três pontos feitos em um único jogo pelos Spurs.
No Jogo 2 das finais da NBA de 2013, Green foi perfeito, incluindo 5–5 da linha de três pontos. No entanto, os Spurs perderam para o Miami Heat por 103-84. No Jogo 3 das finais da NBA, Green acertou 7–9 na faixa de três pontos, incluindo aquele que estabeleceu um recorde nas finais de mais cestas de três pontos em um jogo pela equipe. Ele marcou 27 pontos na vitória por 113-77, com o time ganhando a série por 2-1. No Jogo 5, Green fez seis cestas de três pontos para um total de 25 na série até aquele ponto, quebrando o recorde de uma série de finais da NBA anteriormente detida por Ray Allen, que fez 22 em seis jogos com o Boston Celtics em 2008. No final da série, Green tinha feito 27 cestas de três pontos, mas os Spurs perderam a série em sete jogos. O recorde foi quebrado posteriormente por Stephen Curry em 2016.
Em 11 de abril de 2014, Green marcou 33 pontos, o recorde de sua carreira, na vitória por 112–104 sobre o Phoenix Suns. Em 15 de junho de 2014, Green venceu seu primeiro título da NBA depois que os Spurs derrotaram o Miami Heat por 4-1 nas Finais da NBA de 2014. Ao fazer isso, Green juntou-se a Michael Jordan e James Worthy como o terceiro jogador de North Carolina Tar Heels a ganhar os títulos da NCAA e da NBA.
Em 19 de dezembro de 2014, Green marcou 27 pontos, o recorde da temporada, na derrota por 119-129 para o Portland Trail Blazers. Em 12 de abril de 2015, Green registrou 3 cestas de 3 pontos contra o Phoenix Suns para estabelecer um recorde da franquia de maior número de cestas de 3 pontos em uma temporada com 191.
Em 14 de julho de 2015, Green assinou novamente com os Spurs em um contrato de quatro anos e 45 milhões. Em 6 de janeiro de 2016, Green acertou duas cestas de três pontos contra o Utah Jazz, dando-lhe 662 cestas de 3 pontos por San Antonio e ultrapassando Bruce Bowen (661) como o segundo na lista de mais cestas de 3 pontos na história da franquia.
Em 9 de novembro de 2016, Green fez sua estreia na temporada de 2016-17 pelo San Antonio, marcando oito pontos contra o Houston Rockets em seu retorno de uma lesão no quadríceps esquerdo. No final da temporada, ele foi nomeado para a Segunda Equipe Defensiva da NBA.
Em 28 de dezembro de 2017, contra o New York Knicks, Green se tornou o 127º jogador da história da liga a alcançar 900 cestas de 3 pontos na carreira.
Ele encerrou a sua carreira nos Spurs como o terceiro na lista de mais cestas de 3 pontos tentado (2.421) e acertados (959).

### Toronto Raptors (2018–2019)
Em 18 de julho de 2018, Green e seu companheiro de equipe Kawhi Leonard foram negociados com o Toronto Raptors em troca de DeMar DeRozan, Jakob Pöltl e uma escolha de primeira rodada.
Em 10 de novembro de 2018, em uma vitória por 128-112 sobre o New York Knicks, Green alcançou 1.000 cestas de 3 pontos em sua carreira. Em 14 de dezembro, ele registrou 19 pontos e 11 rebotes na derrota por 128-122 para o Portland Trail Blazers. Em 19 de janeiro, ele teve 24 pontos, recorde da temporada, e estabeleceu um recorde da franquia de mais cestas de 3 pontos em um quarto com sete, quando os Raptors derrotou o Memphis Grizzlies por 119–90. 
Em 1º de abril, ele marcou 29 pontos, o melhor da temporada, na vitória de 121-109 sobre o Orlando Magic.
Green ajudou os Raptors a chegar às finais da NBA de 2019, onde derrotaram o Golden State Warriors em seis jogos, com Green ganhando o segundo título da NBA.

### Los Angeles Lakers (2019–2020)
Em 6 de julho de 2019, o Los Angeles Lakers assinou um contrato de dois anos e $ 30 milhões com Green.
Em 22 de outubro de 2019, ele estreou nos Lakers e liderou a equipe com 28 pontos em 32 minutos em uma derrota por 112-102 para o Los Angeles Clippers. Seus 28 pontos são o máximo em uma estreia na história da franquia, quebrando o recorde de Kareem Abdul-Jabbar de 27 pontos.
Green ajudou os Lakers a terminar a temporada como o melhor cabeça-de-chave da Conferência Oeste em uma temporada reduzida devido à pandemia da COVID-19. Os Lakers derrotaram o Portland Trail Blazers, o Houston Rockets e o Denver Nuggets, em cinco jogos, para chegar às finais da NBA de 2020, onde derrotaram o Miami Heat por 4–2. Green e seu companheiro de equipe, LeBron James, se tornaram o terceiro e quarto jogadores na história da liga a ganhar três títulos com três times diferentes, juntando-se a John Salley e Robert Horry.

### Philadelphia 76ers (2020–2022)
Em 18 de novembro de 2020, Green, junto com Jaden McDaniels, foi negociado com o Oklahoma City Thunder em troca de Dennis Schröder. Em 8 de dezembro, Green, junto com Terrance Ferguson e Vincent Poirier, foram negociados com o Philadelphia 76ers.
7 de agosto de 2021, Green assinou um contrato de 2 anos e 20 milhões com os 76ers.

## Estatísticas

### NBA

#### Temporada regular
| Ano      | Equipe       | PJ  | PT  | MPJ  | AP   | 3P   | LL   | RT  | AS  | BR  | TO  | PPJ  |
| -------- | ------------ | --- | --- | ---- | ---- | ---- | ---- | --- | --- | --- | --- | ---- |
| 2009–10  | Cleveland    | 20  | 0   | 5.8  | .385 | .273 | .667 | .9  | .3  | .3  | .2  | 2.0  |
| 2010–11  | San Antonio  | 8   | 0   | 11.5 | .486 | .368 | .000 | 1.9 | .3  | .3  | .1  | 5.1  |
| 2011–12  | San Antonio  | 66  | 38  | 23.1 | .442 | .436 | .790 | 3.5 | 1.3 | .9  | .7  | 9.1  |
| 2012–13  | San Antonio  | 80  | 80  | 27.5 | .448 | .429 | .848 | 3.1 | 1.8 | 1.2 | .7  | 10.5 |
| 2013–14  | San Antonio  | 68  | 59  | 24.3 | .432 | .415 | .794 | 3.4 | 1.5 | 1.0 | .9  | 9.1  |
| 2014–15  | San Antonio  | 81  | 80  | 28.5 | .436 | .418 | .874 | 4.2 | 2.0 | 1.2 | 1.1 | 11.7 |
| 2015–16  | San Antonio  | 79  | 79  | 26.1 | .376 | .332 | .739 | 3.8 | 1.8 | 1.0 | .8  | 7.2  |
| 2016–17  | San Antonio  | 68  | 68  | 26.6 | .392 | .379 | .844 | 3.3 | 1.8 | 1.0 | .9  | 7.3  |
| 2017–18  | San Antonio  | 70  | 60  | 25.6 | .387 | .363 | .769 | 3.6 | 1.6 | .9  | 1.1 | 8.6  |
| 2018–19  | Toronto      | 80  | 80  | 27.7 | .465 | .455 | .841 | 4.0 | 1.6 | .9  | .7  | 10.3 |
| 2019–20  | L.A. Lakers  | 68  | 68  | 24.8 | .416 | .367 | .688 | 3.3 | 1.3 | 1.3 | .5  | 8.0  |
| 2020–21  | Philadelphia | 69  | 69  | 28.0 | .412 | .405 | .775 | 3.8 | 1.7 | 1.3 | .8  | 9.5  |
| Carreira | Carreira     | 757 | 681 | 23.2 | .423 | .386 | .719 | 3.2 | 1.4 | .9  | .7  | 8.2  |

#### Playoffs
| Ano      | Equipe       | PJ  | PT  | MPJ  | AP   | 3P   | LL   | RT  | AS  | BR  | TO  | PPJ  |
| -------- | ------------ | --- | --- | ---- | ---- | ---- | ---- | --- | --- | --- | --- | ---- |
| 2011     | San Antonio  | 4   | 0   | 1.8  | .333 | .250 | .000 | .3  | .5  | .3  | .3  | 1.3  |
| 2012     | San Antonio  | 14  | 12  | 20.6 | .418 | .345 | .700 | 3.2 | 1.1 | .5  | .7  | 7.4  |
| 2013     | San Antonio  | 21  | 21  | 31.9 | .446 | .482 | .800 | 4.1 | 1.5 | 1.0 | 1.1 | 11.1 |
| 2014     | San Antonio  | 23  | 23  | 23.0 | .491 | .475 | .818 | 3.0 | .9  | 1.4 | .7  | 9.3  |
| 2015     | San Antonio  | 7   | 7   | 29.1 | .344 | .300 | .667 | 3.1 | 2.1 | 1.0 | 1.0 | 8.3  |
| 2016     | San Antonio  | 10  | 10  | 26.7 | .462 | .500 | .667 | 3.1 | .7  | 2.1 | .8  | 8.6  |
| 2017     | San Antonio  | 16  | 16  | 27.2 | .405 | .342 | .571 | 3.6 | 1.4 | .6  | .9  | 7.8  |
| 2018     | San Antonio  | 5   | 5   | 20.6 | .267 | .250 | .000 | 2.2 | .2  | .2  | .8  | 4.2  |
| 2019     | Toronto      | 24  | 24  | 28.5 | .342 | .328 | .913 | 3.6 | 1.1 | 1.3 | .5  | 6.9  |
| 2020     | L.A. Lakers  | 21  | 21  | 25.0 | .347 | .339 | .667 | 3.1 | 1.2 | 1.0 | .8  | 8.0  |
| 2021     | Philadelphia | 8   | 8   | 24.9 | .438 | .378 | —    | 2.6 | 2.6 | 1.1 | 1.0 | 7.0  |
| Carreira | Carreira     | 153 | 147 | 23.5 | .390 | .362 | .580 | 2.9 | 1.2 | .9  | .7  | 7.2  |

### Universitário
| Ano      | Equipe         | PJ  | PT | MPJ  | AP   | 3P   | LL   | RT  | AS  | BR  | TO  | PPJ  |
| -------- | -------------- | --- | -- | ---- | ---- | ---- | ---- | --- | --- | --- | --- | ---- |
| 2005–06  | North Carolina | 31  | 0  | 15.3 | .433 | .355 | .792 | 3.7 | 1.1 | .7  | 1.0 | 7.5  |
| 2006–07  | North Carolina | 37  | 0  | 13.6 | .411 | .296 | .848 | 2.8 | 1.1 | .6  | .7  | 5.2  |
| 2007–08  | North Carolina | 39  | 1  | 22.3 | .469 | .373 | .873 | 4.9 | 2.0 | 1.2 | 1.2 | 11.5 |
| 2008–09  | North Carolina | 38  | 38 | 27.4 | .471 | .418 | .852 | 4.7 | 2.7 | 1.8 | 1.3 | 13.1 |
| Carreira | Carreira       | 145 | 39 | 19.6 | .445 | .360 | .841 | 4.0 | 1.7 | 1.0 | 1.0 | 9.3  |

Fonte:

## Vida pessoal

### Família
O irmão de Green, Rashad, jogou pelo Manhattan College em 2007-08 e pela Universidade de San Francisco de 2009 a 2012. Seu irmão mais novo, Devonte Green, atualmente joga pelo Larisa da Grécia. Seus primos de segundo grau são os jogadores profissionais Gerald Green e Garlon Green. Um primo de terceiro grau, Willie Green, jogou na NBA e hoje é o treinador principal do New Orleans Pelicans.
Em 2020, Green ficou noivo de sua namorada de longa data, Blair Bashen.

### Podcast
Em 2018, Green e amigo de longa data e locutor de esportes, Harrison Sanford, lançaram um podcast intitulado "Inside the Green Room". Enquanto eles pretendiam começar com um lançamento suave no verão de 2018, Green foi negociado com o Toronto Raptors pouco antes de gravar o que seria o episódio piloto, então eles decidiram fazer um lançamento completo com o primeiro episódio. O podcast ganhou patrocínio do Yahoo Sports Canada. Os episódios apresentaram jogadores e treinadores do Toronto Raptors, bem como jogadores de outras equipes e outros jornalistas esportivos. Green expressou interesse em passar para a radiodifusão esportiva depois que sua carreira de jogador terminar.